# Сомон (Восейський район)
Сомо́н (тадж. Сомон) — село у складі Хатлонської області Таджикистану. Входить до складу джамоату імені Худойора Раджабова Восейського району.
Село було назване на честь Саманідів, таджицькій династії, що правила у Середній Азії в IX-X століттях. Колишні назви — Могол, Мугуло. Сучасна назва з 12 листопада 2002 року.
Населення — 713 осіб (2010; 698 в 2009).